# حقوق سایبری
حقوق سایبری (انگلیسی: Cyber Rights) دفاع از آزادی بیان در عصر دیجیتال یک کتاب غیر تخیلی دربارهٔ قانون سایبری است که توسط وکیل آزادی بیان مایک گادوین (Mike Godwin) نوشته شده‌است. این کتاب اولین بار در سال ۱۹۹۸ توسط انتشارات تایمز کتاب منتشر شد. این نشریه به عنوان نسخه بازبینی‌شده از انتشارات میت (MIT) در سال ۲۰۰۳ منتشر شد. گادوین در سال ۱۹۹۰ از دانشگاه حقوق دانشگاه تگزاس فارغ‌التحصیل شد و اولین مشاور ارشد بنیاد حقوق سایبری شد. در زمینه مسائل قانونی و سابقه مربوط به آزادی بیان در اینترنت، از اولین نفراتی است، که یک پس‌زمینه در زمینه مسائل قانونی و تاریخچه ارائه می‌دهد.

## نویسنده

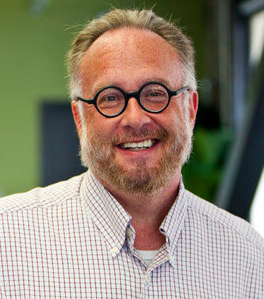
مایک گادوین در سال ۲۰۱۰

گادوین، فارغ‌التحصیل دانشکده حقوق دانشگاه تگزاس است. در زمان اولین انتشار کتابش، به عنوان مشاور حقوقی استخدام شد. او پس از فارغ‌التحصیلی از دانشکده حقوق در سال ۱۹۹۰ به عنوان اولین مشاور نظامی استخدام شد. مجله حقوق ۸ اشاره کرد: «در این موقعیت، او در خط مقدم مبارزه تلاش می‌کرد تا مطمئن شود که آزادی بیان بیش از حد تحمل است، که در حقیقت قادر به شکوفایی در فضای مجازی است.»
حقوق سایبری اولین کتاب ویلیام گادوین است. گادوین خود را به عنوان یک آزادی‌خواه مدنی توصیف می‌کرد. گادوین از سال ۱۹۹۷ تا ۱۹۹۸ عضو مرکز مطالعات رسانه‌ای بود. در سال ۲۰۰۷، او یک کمک‌هزینه تحقیقاتی را در دانشگاه ییل گرفت. ویلیام گادوین در ژوئیه ۲۰۰۷ مشاور عمومی بنیاد ویکی‌مدیا شد.

## فهرست
حقوق سایبری مسائل قانونی درگیر در ارتباط با اینترنت را تجزیه و تحلیل می‌کند، از جمله آن‌هایی که مربوط به حریم خصوصی اینترنتی و مشارکت دولتی هستند. این کتاب با یک دیدگاه شخص اول نوشته شده‌است: خواننده از مراسم صبح نویسنده یاد می‌کند، این حقیقت که گربه او فرانسی نامیده می‌شود و او با زنی ازدواج‌کرده‌است که با یک سیستم نشر بولتن آشنا شد. انگیزش گادوین برای ایمن نگه داشتن اینترنت از اقدامات دولت بود که آزادی بیان را محدود می‌کرد. او ادعا می‌کند که متمم اول قانون اساسی ایالات‌متحده باید به همان اندازه در اینترنت اعمال شود همان‌طور که به رسانه‌های دیگر مربوط می‌شود.

## پذیرش
حقوق سایبری به‌طور مطلوب در مجله کتابداری مورد بررسی قرار گرفت و در آن به عنوان "بحث محرک مسائل اجتماعی و قانونی در ارتباط با ارتباطات آنلاین کامپیوتر" توصیف شد. این بررسی نشان داد که گادوین، " زمینه عالی برای ابعاد دولتی و حریم خصوصی اینترنت، با استفاده از حساب‌های مرسوم که برای نشان دادن موضوعات حقوقی مرتبط با وب فراهم می‌کند.